# 서커시치 아르파드

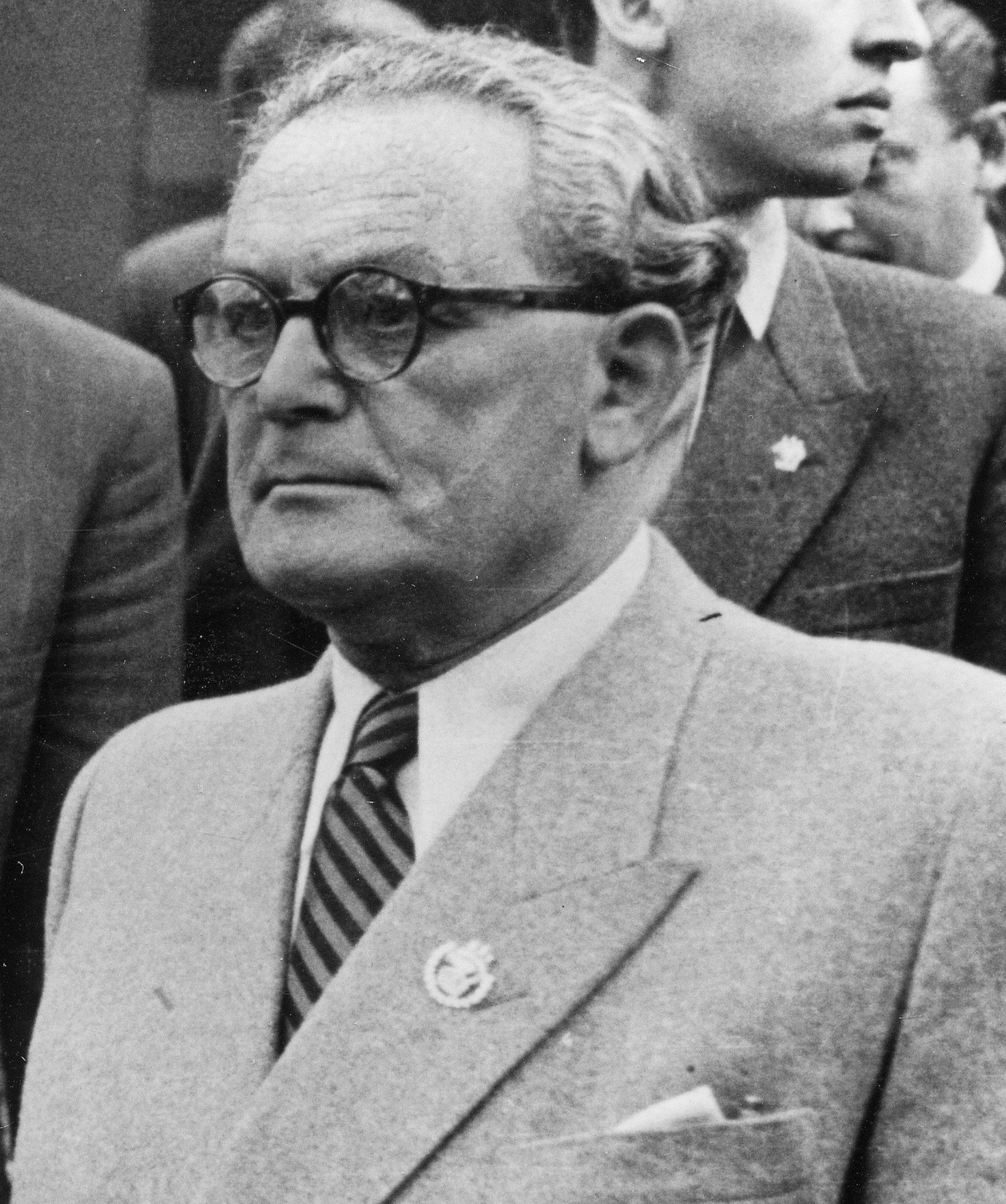
서커시치 아르파드

서커시치 아르파드(헝가리어: Szakasits Árpád, 1873년 12월 6일 부다페스트 ~ 1950년 5월 3일 부다페스트)은 헝가리의 정치인이다. 40년 이상 동안 에스페란토 화자로 활동하기도 했다.
1948년 8월 2일부터 1949년 8월 23일까지 헝가리 제2공화국의 마지막 대통령을 역임했으며 1949년 8월 23일부터 1950년 4월 26일까지 헝가리 인민공화국의 초대 대통령을 역임했다.